# Joseph Toussaint Reinaud
Joseph Toussaint Reinaud [ejtsd: renó] (Lambesc, 1795. december 4. – Párizs, 1867. május 14.) francia orientalista, történész, könyvtáros.

## Életrajza

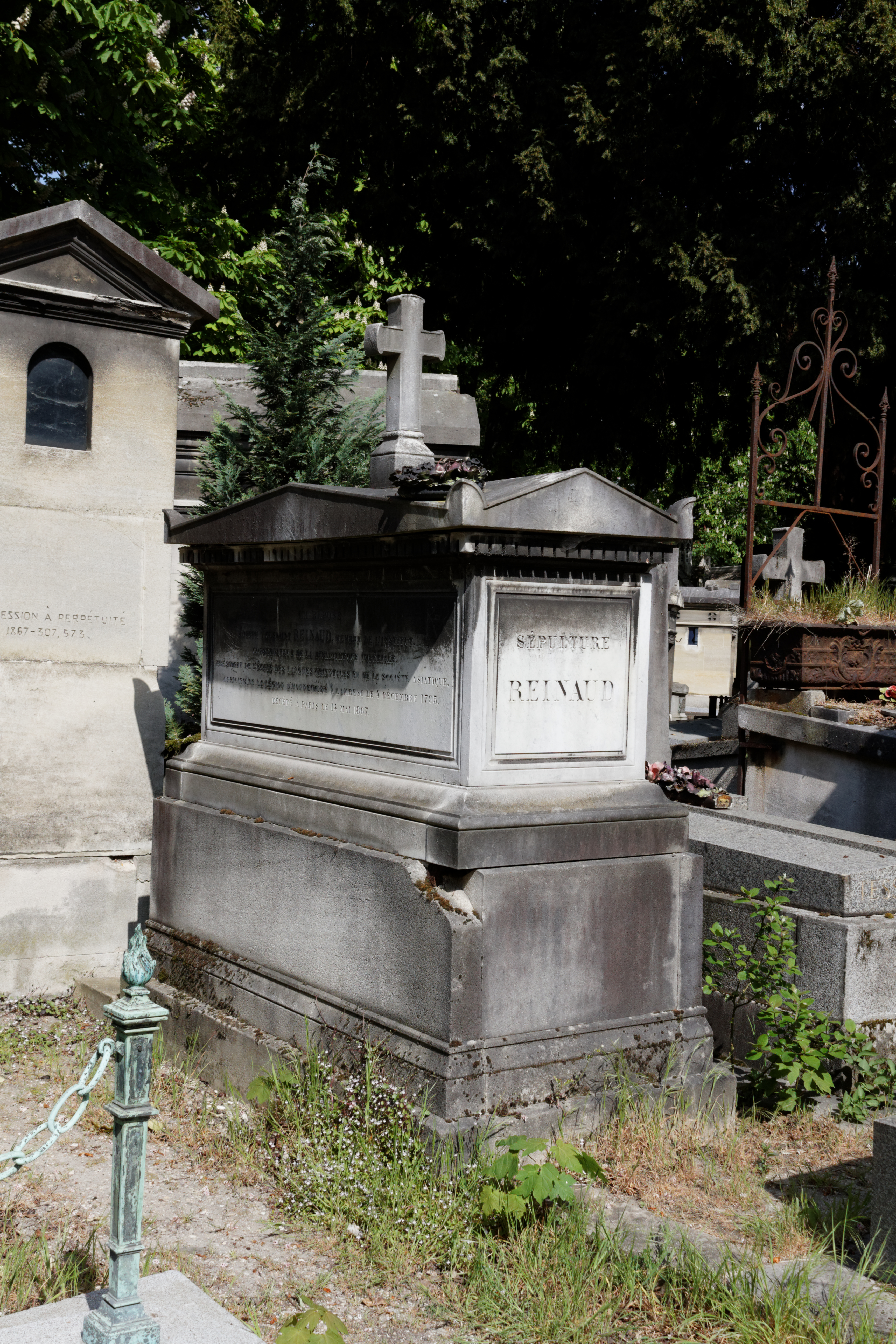
Sírja a Père-Lachaise temetőben, 66. divízió

Lambescben és Aix-ben végzett iskolái után 1814-től, Párizsba érkezésétől Silvestre de Sacy tanítványa volt. Arab, perzsa és török nyelvi tanulmányait történeti kutatásokkal is kiegészítette.
1818–1819-ben Joseph-Marie Portalis francia diplomata kíséretében attaséként Rómában tartózkodott, s ezen idő alatt a keresztény világ e fővárosában keleti kéziratok és a keleti építészet vizsgálatával, numizmatikával és maronita egyházi emlékekkel is foglalkozott.
1824-ben a Francia Királyi Könyvtár Kézirat osztályának alkalmazottjává, majd 1854-ben (az ekkor) Császári Könyvtár Keleti Kézirattárának őrévé nevezték ki.
1838-ban Silvestre de Sacy halála után az „Institut national des langues et civilisations orientales”-ban az arab nyelv tanári állását töltötte be, majd az intézmény igazgatója lett haláláig.
1847-ben az Ázsiai Társaság elnökévé választották.
Első fontos munkája Duc de Blacas gyűjteményeinek klasszikus leírása volt (1828). Történelmi tárgyú esszét dolgozott ki Franciaország, Savoya, Piemont és Svájc arab inváziójáról (Invasions des Sarrazins en France, et de France en Savoie, en Piémont et dans la Suisse, 1836), valamint különféle gyűjteményes tanulmányokat szerkesztett és részben fordított a keresztes hadjáratok idejéről (1840), lefordította Abu l-Fidá földrajzi művét (1848).
A Kínával való korai arab kapcsolatokat is tanulmányozta (Relation des voyages…, 1845) és számos egyéb ókori és középkori földrajztudományi munkát elemző esszét is írt a Keletről.
1858-tól a francia Becsületrend tiszti fokozatának birtokosa.
1832-ben Antoine-Léonard Chézy utódaként a Francia Akadémia tagja lett.
A Père-Lachaise temetőben nyugszik feleségével,  Elisabeth Bouclyval (1813. július 3. – 1884. január 10.).

## Művei
- Histoire de la sixième croisade et de la prise de Damiette, d'après les écrivains arabes (A hatodik keresztes hadjárat és Damietta elfoglalásának története arab írók szerint), Librairie orientale de Dondé-Duprey père et fils, Párizs, 1826.
- Description des monuments musulmans du cabinet de M. le duc de Blacas (Blacas herceg kabinetje muszlim tárgyainak leírása) (Párizs, 1828, 1. kötet)
- Description des monuments musulmans du cabinet de M. le duc de Blacas (Párizs, 1828, 2. kötet)
- Extraits des historiens arabes, relatifs aux guerres des croisades  ouvrage formant, d'après les écrivains musulmans, un récit suivi des guerres saintes, (Kivonatok arab történészektől a keresztes háborúkkal kapcsolatban. A szent háborúk folyamatos beszámolója a muszlim írók forrásai alapján.) Imprimerie royale, Párizs, 1829.
- Invasions des Sarrazins en France et de France en Savoie, en Piémont et dans la Suisse: pendant les 8., 9. et 10. siècles de notre ère, d'après les auteurs chrétiens et mahométans (A szaracénok inváziói Franciaországba és francia területről Savoyába, Piemontba és Svájcba a Kr. u. 8., 9. és 10. században, keresztény és mohamedán szerzők szerint.) (Párizs, 1836). Reprint: Párizs, 1964.
- Notice historique et littéraire sur M. le baron Silvestre de Sacy, lue à la séance générale de la Société asiatique du 25. juin. 1838. (Történelmi és irodalmi közlemény Silvestre de Sacy báróról, felolvasva a Société Asiatique 1838. június 25-i közgyűlésén.), Librairie orientale de Vve Dondé-Duprey, Párizs, 1838.
- Relation des voyages faits par les Arabes et les Persans dans l'Inde et à la Chine dans le IX. siècle de l'ère chrétienne (Az arabok és perzsák utazásai Indiában, Kínában, kapcsolataik a keresztény korszak 9. századában.) (Párizs. 1845, 2 kötet)
- Géographie d'Aboulféda, texte arabe, (Abu l-Fidá geográfiája, arab nyelven.) Publié par MM. Reinaud et Mac Guckin de Slane. Paris, Imprimerie royale, 1848.
- Géographie d'Aboulféda, traduite de l'arabe en français (Abu l-Fidá geográfiája, arabról francia nyelvre fordítva). M. Reinaud. Paris, 1848, 1. kötet.
- Géographie d'Alboulféda, traduite de l'arabe en français, par M. Reinaud. Párizs, Impr. nat., 1848, 2. kötet
- Francisque Michellel(wd) együtt adta ki Alexandre du Pont(wd) Roman de Mahomet en vers du XIIIe siècle (13. századi verses Mohamed-regény) és Ramon Llull: Livre de la loi au Sarrazin en prose du XIe. siècle (A szaracén törvények könyve prózában a 11. századból.) (Párizs, 1831) c. művét.[17]
- Idelphonse Favé(wd)-val együtt: Du feu grégeois, des feux de guerre et des origines de la poudre à canon (A görögtűzről, a háborús tüzekről és a lőpor eredetéről.), J. Dumaine neveu, Párizs, 1845.
- Mémoire géographique, historique et scientifique sur l'Inde, antérieurement au milieu du XI. de l'ère chrétienne d'après les écrivains arabes, persans et chinois (Földrajzi, történelmi és tudományos disszertáció Indiáról a keresztény korszak 11. századának közepe előtt, arab, perzsa és kínai írók alapján.). A Mémoires de l'Institut national de France. Académie des inscriptions et belles-lettres gyűjteményes sorozatban. Imprimerie nationale, Párizs, 1849, 18. kötet, 399 oldal
- Notice sur la gazette arabe de Beyrout, lue dans la séance générale de la Société asiatique du 29 juin 1858. (Közlemény a bejrúti arab közlönyről. Felolvasva az Ázsiai Társaság 1858. júniusi közgyűlésén.), Imprimerie impériale, Párizs, 1858.
- Notice sur Mahomet (Mohamedről szóló közlemény.), Librairie de Firmin Didot frères, fils et Cie, Paris, 1860.
- Relations politiques et commerciales de l'empire romain avec l'Asie orientale (l'Hyrcanie, l'Inde, la Bactriane et la Chine) pendant les cinq premiers siècles de l'ère chrétienne, d'après les témoignages latins, grecs, arabes, persans, indiens et chinois (A Római Birodalom politikai és kereskedelmi kapcsolatai Kelet-Ázsiával (Hyrcania(wd) India, Baktria és Kína) a keresztény korszak első öt évszázadában, latin, görög, arab, perzsa, indiai és kínai források tanúbizonysága alapján.), Imprimerie impériales, Párizs, 1863 (Journal asiatique, 3); repr. Osnabrück, 1966.
- Mémoire sur le Périple de la mer Érythrée et sur la navigation des mers orientales au milieu du troisième siècle de l'ère chrétienne, d'après les témoignages grecs, latins, arabes, persans, indiens et chinois (Disszertáció az eritreai tengeri útvonalról és a keleti tengerek hajózásáról a keresztény kor harmadik századának közepén, görög, latin, arab, perzsa, indiai és kínai beszámolók alapján.), Imprimerie impériale, Paris, 1864.

## Fordítás
- Ez a szócikk részben vagy egészben  a   Joseph Toussaint Reinaud című angol Wikipédia-szócikk ezen változatának fordításán alapul.  Az eredeti cikk szerkesztőit annak laptörténete sorolja fel. Ez a jelzés csupán a megfogalmazás eredetét és a szerzői jogokat jelzi, nem szolgál a cikkben szereplő információk forrásmegjelöléseként.
- Ez a szócikk részben vagy egészben  a   Joseph Toussaint Reinaud című francia Wikipédia-szócikk ezen változatának fordításán alapul.  Az eredeti cikk szerkesztőit annak laptörténete sorolja fel. Ez a jelzés csupán a megfogalmazás eredetét és a szerzői jogokat jelzi, nem szolgál a cikkben szereplő információk forrásmegjelöléseként.